# دیبک‌لو (سرآب)
دیبک‌لو یکی از روستاهای استان آذربایجان شرقی است که در دهستان صائین بخش مرکزی شهرستان سرآب واقع شده‌است.